# Bulbophyllum emarginatum
Bulbophyllum emarginatum är en orkidéart som först beskrevs av Achille Eugène Finet, och fick sitt nu gällande namn av Johannes Jacobus Smith. Bulbophyllum emarginatum ingår i släktet Bulbophyllum och familjen orkidéer. Inga underarter finns listade i Catalogue of Life.